# Skandal um Dodo
Skandal um Dodo ist ein 1958 entstandener, österreichischer Spielfilm mit satirischen Seitenhieben auf gesellschaftliche Kreise von Eduard von Borsody mit der schwarzen US-Sängerin Olive Moorefield in der Titelrolle. An ihrer Seite sind Harald Juhnke, Karin Dor, Fritz Tillmann und Oskar Sima in weiteren Hauptrollen zu sehen. Die Geschichte basiert auf dem Schwank Das öffentliche Ärgernis von Franz Arnold.

## Handlung
Die Geschichte spielt in den sogenannten „besseren“ und hochadeligen Kreisen und nimmt Standesdünkel wie auch unterschwelligen Rassismus jener Zeit aufs Korn. Im Zentrum der Handlung steht Helga von Pritzelwitz, die der sogenannten Upper Class entstammt. Helga jedoch geht der Standesdünkel ihrer Tante Gräfin Agathe ab, die alles andere als begeistert ist, als Helga ihren bürgerlichen Freund Toni zu ehelichen beabsichtigt. Im Bemühen, dass die adelige Verwandtschaft seiner Zukünftigen endlich Ruhe geben möge, kommt Toni auf die Idee, einen Adelstitel käuflich zu erwerben. Als die Hochzeitsfeier ansteht, bahnt sich ein großes Chaos an, bei der die spießig-biedere High Society beinahe jede Contenance zu verlieren droht, denn es taucht dort völlig unerwartet die schwarze Revuetänzerin und Sängerin Dorine Noiret, kurz Dodo genannt, auf. Sie ist, was bislang noch niemand weiß, die uneheliche Tochter des unverbesserlichen Rassisten Prof. Baldur von Dieringen, eines Rassenkundlers, der einst das Buch Weißer Mann in Afrika schrieb, das nun ausgerechnet dem armen Toni als Hochzeitsgeschenk überreicht werden soll. Der Schock über all die folgenden und unerwarteten Entwicklungen ist derart groß, dass Gräfin Agathe von Pritzelwitz standesgemäß zwischenzeitlich einen Schwächeanfall erleidet. Dodo denkt gar nicht daran, sich den gängigen Normen und Konventionen zu unterwerfen, und sorgt für weitere Schockmomente, als sie die geladenen Gäste mit sinnlichen Tanzeinlagen provoziert. 
Als verlogenster und heuchlerischster Rassist in der Runde pikierter Snobs von Bürgertum und Adel erweist sich Agathe von Pritzelwitzens Bruder, der „Afrikakenner“ Baldur von Dieringen, der sich einerseits des Nachts in seiner Lüsternheit zur schummrigen „Sansi-Bar“ begibt, um sich von Dodos Tänzen sexuell aufheizen zu lassen, andererseits am Tag darauf in gesellschaftlicher Runde von der angeblichen Minderwertigkeit der „schwarzen Rasse“ und der „Reinhaltung der weißen Herrenrasse“ schwadroniert. Um seine eigene Geilheit nicht offenkundig werden zu lassen, plant er nicht weniger, als mit seinem Verein für die Wahrung von Sitte und Anstand für das Verbot von Dodos Auftritten zu werben und die attraktive Schwarze, von der er nicht einmal ahnt, dass sie seine Tochter sein könnte, des Landes verweisen zu lassen. Dodo aber durchschaut seine Doppelzüngigkeit und stellt ihn in einem Gespräch von Angesicht zu Angesicht zur Rede: „Ein Schmutzfink sind Sie, die Sorte kenne ich.“ Als Dieringen empört widersprechen will, fertigt sie den reaktionären Professor kurz und entschlossen ab: „Sie tun so, wie wenn Sie blind wären, wenn Sie schöne nackte Frauen sehen. Sie halten die Hand vor die Augen, aber durch die Finger blinzeln Sie durch!“ 
Als Dodo dann auch noch beabsichtigt, den ebenso deutlich älteren wie auch bankrotten Graf von Pleitenstein zu ehelichen, droht die Situation zum Tollhaus zu werden. Die Eheschließung wird nur dadurch vereitelt, dass Graf Udo nicht zum Trauungstermin erscheint. Ein Foto von Dieringen, das Dodos schwarze Mutter stets in Ehren gehalten hat, macht nun endgültig klar, dass ausgerechnet der professorale Rassist ihr Vater sein muss. Die tiefdunkle Topsy, die Dodo auf ihrer Tourneereise begleitet und von ihr als Zofe ausgegeben wird, ist niemand anderes als ihre Mutter. Topsy und der Professor hatten sich vor rund 20 Jahren in Deutschland, also ausgerechnet während der Nazi-Zeit, kennengelernt, als Topsy als Inbegriff der „Negerin“ in einer Kolonialausstellung zur Schau gestellt wurde. Dass nun ausgerechnet Topsy in Dieringens Rassenbuch Weißer Mann in Afrika abgebildet ist, macht die Konstellation nur noch pikanter. Es kommt zu einem denkwürdigen Gespräch zwischen dem bodenständigen Gustav Pietsch und Prof. von Dieringen. Auf das Bild mit Baldur und Topsy zeigend, fragt Pietsch: „Das sind also Sie“. Dieringen antwortet: „Unzweifelhaft. Ich habe die Rassenunterschiede immer besonders gern am lebenden Objekt studiert“, worauf Pietsch die spitze Replik „In diesem Fall wohl besonders gründlich“ abgibt. Während der Professor entrüstet bestreitet, sich je mit einer „Negerin“ eingelassen zu haben, wird Topsy dazugeholt, die Dieringen herzlich umarmt und abküsst. Erst jetzt, wo die Beweise erdrückend sind, beginnt der Rassist seine Positionen zu überdenken und infrage zu stellen. Infolge des allgemeinen Umdenkens beginnt nun auch Tante Agathe ihre Gesellschaftsdünkel zu hinterfragen und hat nun nichts mehr gegen die Ehe Helgas mit dem bürgerlichen Toni einzuwenden. So hat summa summarum der „Skandal um Dodo“ durchweg etwas Gutes gehabt.

## Produktionsnotizen
Skandal um Dodo entstand 1958 und wurde am 15. Januar 1959 im Hannoveraner Regina-Kino uraufgeführt.
Gerdago entwarf die Kostüme, Julius von Borsody die Filmbauten; es war sein letzter architektonischer Beitrag für das Kino.

## Wissenswertes
Hauptdarstellerin Olive Moorefield war in Österreich bereits vor ihrem Engagement der Dodo bekannt. Zunächst machte sie sich als Opern- und Musicalsängerin einen Namen. 
Dem Rassismus dekuvrierenden Film wurde aufgrund diverser Dialogpassagen in jüngerer Zeit selbst Rassismus vorgeworfen; ein Tatbestand, der jedoch zur Herstellungszeit (1958) bedeutungslos war.

## Rezeption
Auf filmreporter.de heißt es: „Eduard von Borsody nimmt in ‚Skandal um Dodo‘ die adligen Kreise mächtig auf die Schippe. Die Komödie ist einer der ersten deutschsprachigen Filme, in denen eine dunkelhäutige Hauptdarstellerin eine Hauptrolle spielt.“
Im Filmdienst hieß es: „Seinerzeit wegen seiner ‚Frivolitäten‘ kritisiert, fallen heute in diesem vermeintlichen Lustspiel eher die Rassismen auf.“